# Der Geldteufel
Der Geldteufel ist ein deutscher Stummfilm von Heinz Goldberg aus dem Jahre 1923 mit Otto Gebühr in der Hauptrolle.

## Handlung
Der Kanzleischreiber Leonid Fenton ist ein braver und durch und durch zuverlässiger, kleiner Angestellter: arm und schüchtern, aber durchaus idealistisch veranlagt. In seiner Freizeit betätigt er sich als Hobbypoet und dichtet schwärmerische Zeilen für seine Angebetete, das schöne Fräulein Cyprienne. Auch sie ist nicht eben begütert und lebt von ihrem kargen Einkommen. Cyprienne bewohnt eine armselige Dachstube im Hause von Leonids Mutter. Jedes Mal, wenn Fenton der jungen Schönen sein Herz zu öffnen versucht, schnürt ihm seine Schüchternheit die Kehle zu, und das, obwohl Cyprienne seine Gefühle durchaus erwidert. Leonid Fenton glaubt, dass alles besser für ihn laufen würde, wenn er reich und mächtig wäre. Nahezu alles würde Fenton dafür geben! 
Eines Tages erscheint ein alter Mann in der Kanzlei, in der Fenton seinen Dienst verrichtet. Der Alte gilt als der reichste Mann der Gegend. Durch diese Begegnung ändern sich auf absonderliche Weise sämtliche Geschicke Fentons, die sich jedoch schließlich als Tagträumerei mit wohltätigem Hintergrund  erweisen sollen. Jedenfalls wird Fenton von seinem Armuts-„Leiden“ vorübergehend erlöst und lernt nun im Traum und in atemberaubender Geschwindigkeit unfassbaren Reichtum und monumentale Pracht kennen. An Fentons Seite steht und geht ein verschlagener Begleiter namens Black, der sich als gefährlicher Einflüsterer erweist. Aus seinem kurzen Traum des monetären Überflusses wieder erwacht und zurück in Armut und Realität, lernt Fenton jetzt wenigstens die wahre Liebe kennen.

## Produktionsnotizen
Der Geldteufel entstand im Frühjahr 1923, passierte die Filmzensur am 30. August 1923 und wurde im Berliner Tauentzienpalast uraufgeführt.  Der Film besaß eine Länge von 2252 Metern, verteilt auf sechs Akte. Ein Jugendverbot wurde erteilt.

## Kritik
Die Neue Freie Presse schrieb: „So etwas wie Lebensweisheit will dieser Film predigen. Macht und Gold sind nicht das Glück. Nicht alles läßt sich kaufen auf der Welt. Wahres Gefühl triumphiert über allen Schein und Glanz usw. Gewiß nichts Neues. Aber immerhin, es kann nicht schaden, wenn solche Heilslehren nicht nur von der Kanzel, sondern auch von der Leinwand herab dem Volke verkündet werden (…) Otto Gebühr, als der im Traum vom Machtwahnsinn besessene Held, ist ausgezeichnet in Spiel und Maske. Seine Partnerin ist die schöne Alexandra Sorina, deren Spiel streckenweise von eindringlichster Wirkung ist. Carl Forest ist mit Erfolg bemüht, der Gestalt des „Alten“ die nötige Unheimlichkeit zu verleihen. Sehr gut auch John Gottowt in der mephistophelischen Figur des tückisch-ergebenen Wegbereiters auf dem bedenkenlosen Eilmarsch zur Machthöhe.“